# Krystyna Brandowska
Krystyna Brandowska (ur. 5 stycznia 1943 w Kownie) – polska projektantka, profesor ASP w Gdańsku. Zajmuje się projektowaniem wnętrz i mebli.

## Życiorys
Studiowała na Wydziale Architektury Wnętrz w PWSSP (ASP) w Gdańsku w latach 1960–1966. Dyplom uzyskała w pracowni prof. Włodzimierza Padlewskiego w 1967 r. Profesor nadzwyczajny, jest kierownikiem Katedry Mebla na Wydziale Architektury Wnętrz i Wzornictwa, prowadzi Pracownię Projektowania Mebla. W latach 1996–2002 była dziekanem Wydziału Architektury i Wzornictwa. Od 2018 pracuje w Instytucie Wzornictwa Politechniki Koszalińskiej.

## Odznaczenia i nagrody
- 1977 – Nagroda Rektora PWSSP (zespołowa)
- 1984 – Nagroda Rektora II stopnia za wysoki poziom przewodu kwalifikacyjnego
- 1989 – Nagroda Rektora III stopnia
- 1993 – Nagroda Rektora II stopnia za działalność dydaktyczną
- 1995 – Odznaka „Zasłużony Działacz Kultury”
- 2002 – Nagroda Rektora I stopnia za szczególne osiągnięcia artystyczne i pedagogiczne oraz za wyjątkowo skuteczną i pełną zaangażowania pracę na rzecz Wydziału Architektury i Wzornictwa
- 2003 – Nagroda Rektora II stopnia (zespołowa)
- 2008 – Nagroda Rektora II stopnia za pracę na rzecz zachowania pamięci o wybitnych postaciach Wydziału Architektury i Wzornictwa
- 2013 – Nagroda Prezydenta Miasta Gdańska w Dziedzinie Kultury z okazji jubileuszu 45-lecia pracy artystycznej[3]

Źródło:.